# コオイムシ科
コオイムシ科（コオイムシか、Belostomatidae）は、カメムシ目カメムシ亜目に属す科。水生昆虫である。雄が卵を保育するという特徴がある。
世界中で約170 種が発見されており、新熱帯区では110種以上、アフリカと新北区でそれぞれ20種以上、他の場所では少ない。淡水の池、湿地、流れの遅い小川に生息する。ほとんどの種は2cm以下であるが、最大のものは体長は12 cmを超えるものがある。英語では"Giant water bug"と呼ばれているが、これは本科に属する昆虫の俗称であり、区別されていない。

## 分類
現生群は以下の2亜科に区別される。
- コオイムシ亜科 Belostomatinae
- タガメ亜科 Lethocerinae

Lauck & Menke (1961) はHorvathinia属のみで構成されるHorvathiniinae亜科を含めた3亜科としたが、Ribeiro et al. (2018) はHorvathinia属がLimnogeton属やHydrocyrius属と単系統群を形成するとしてコオイムシ亜科に含めている。

## 生態
本科のオスは卵を孵化するまで保護する習性で知られている。コオイムシ亜科ではメスがオスの背面に卵を産み付け、オスは卵を背負いながら世話を行う。タガメ亜科では水面上の茎などにメスが卵塊を産み、オスが卵塊の周囲に留まって卵へ給水し、他個体のメスや捕食者からの防衛を行う。

## 日本産の種
日本には4属5種が分布する。
- コオイムシ Appasus japonicus
- オオコオイムシ Appasus major
- タイワンコオイムシ Diplonychus rusticus
- タガメ Kirkaldyia deyrolli
- タイワンタガメ Lethocerus indicus[注釈 1]

- コオイムシ
- タガメ